# Mekarasih (Simpenan)
Mekarasih is een bestuurslaag in het regentschap Sukabumi van de provincie West-Java, Indonesië. Mekarasih telt 4236 inwoners (volkstelling 2010).